# Seaside Heights
Seaside Heights ist eine Gemeinde (borough) innerhalb des Ocean Countys im Bundesstaat New Jersey in den Vereinigten Staaten. Das U.S. Census Bureau ermittelte bei der Volkszählung 2020 eine Einwohnerzahl von 2440.
Seaside Heights liegt auf der Barnegat Peninsula, einer langen, schmalen Barrierehalbinsel, die die Barnegat Bay vom Atlantischen Ozean trennt. Seaside Heights ist ein Ferienort und in den Sommermonaten schwillt die Bevölkerung auf bis zu 60.000 an. Die Gemeinde ist auch als Drehort der MTV-Sendung Jersey Shore bekannt.

## Geschichte
Seaside Heights wurde am 26. Februar 1913 durch ein Gesetz der Legislative von New Jersey aus Teilen von Berkeley Township und Dover Township (heute Toms River Township) als Borough gegründet, basierend auf den Ergebnissen eines Referendums vom 25. März 1913.

## Demografie
Nach einer Schätzung von 2019 leben in Seaside Heights 2910 Menschen. Die Bevölkerung teilte sich im selben Jahr auf in 63,0 % nicht-hispanische Weiße, 4,9 % Afroamerikaner und 2,2 % Ozeanier. Hispanics oder Latinos aller Ethnien machten 29,1 % der Bevölkerung aus. Das mittlere Haushaltseinkommen lag bei 61.256 US-Dollar und die Armutsquote bei 13,9 %.

## Sehenswürdigkeiten
Zur Stadt gehört der Freizeitpark Casino Pier, der 1932 eröffnet wurde.

## Persönlichkeiten
- Lou Taylor Pucci (* 1985), Schauspieler